# Ukránia
«Ukránia» — інформативний місячник, виходив у Будапешті 1916 року (20 чч.) угорською мовою, редактор Гіядор Стрипський. Містив матеріали з українського культурного, політичного і господарського життя, літературні переклади; чимало уваги присвячував угорсько-українським взаєминам. 

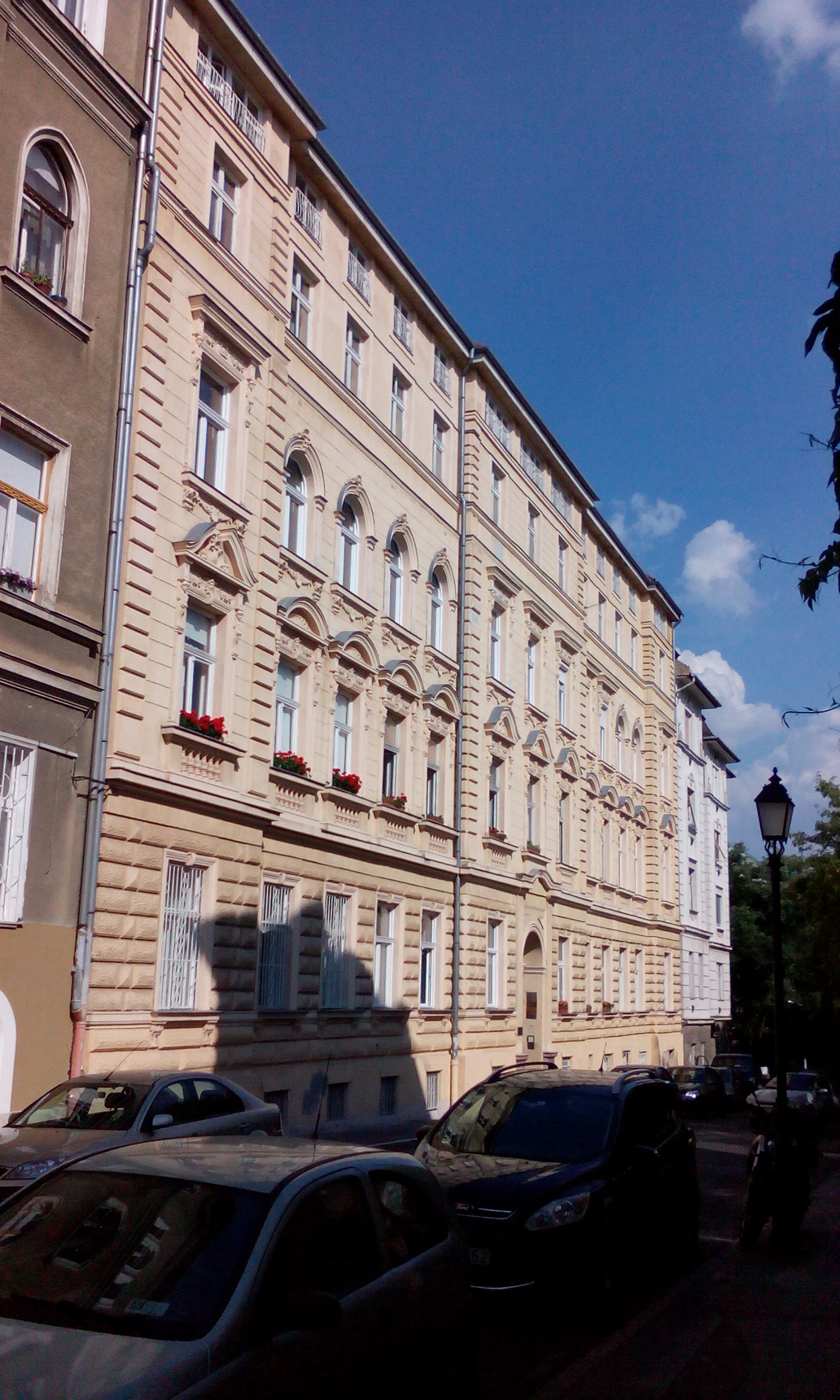
Будинок на вулиці Логоді, 5 (Буда)

Редакція розташовувалася у Будапешті, в будинку на вулиці Логоді, 5.
Номер (зазвичай обсягом 22—32 сторінки) включав в себе не тільки актуальні матеріали, але й історичні нариси. Ціна за номер була 60 гелерів (філлерів).
№ 1 (січень)
- Mit akarunk? [Що ми хочемо?] (1)
- S.H.: Az "ukrán" név [Назва «українець»] (6)
- Vodicska Imre: Az új ország [Нова країна] (10)
- Dr. Sztripszky Hiador: Ének Ihor hadairól és a palócokról [ Слово о полку Ігоревім і народ палоц] (12)
- Dr. Varga Bálint: Ukrán népi hősköltemény 1187-ből [Українська народна героїчна поема з 1187] (16)
- Юрай Подградський[hu]: Magyar-ukrán történelmi kapcsolatok [Угорсько-українські історичні відносини] (21)
- Frankó Iván: A veres zsidó fiú története [Історія рудого єврейського хлопчика] (25)
- A németek Freie Ukraina egyesülete [Німецьке об’єднання «Вільна Україна»] (31)

№ 2 (лютий)
- Dr. Cehelszkyj Longin: Mi köze a magyarnak az ukránhoz? [Яке відношення має угорська мова до української?] (33)
- Vodicska Imre: Ukránia és Róma [Україна і Рим] (37)
- Dr. M.J.: Az orosz és ukrán nyelv [Російська та українська мови] (39)
- Dr. Sztripszky Hiador - Varga Bálint: Ének Ihor hadairól és a palócokról (45)
- Dr. Sztripszky Hiador: Az ukránok fajisága [Етнічна приналежність українців] (48)
- Юрай Подградський[hu]: Magyar-ukrán történelmi kapcsolatok [Угорсько-українські історичні відносини] (53)
- V.J.: Az ukrán légiónisták [Українські легіонери] (56)

№ 3-4 (березень)
- Szerkesztő: Magunkról - és egyebekről [Про себе – і не тільки] (57)
- Dr. Czirbusz Géza: Oroszkő (62)
- Dr. Fodor Ferenc: Ukránia földrajzi kialakulása és hazánkhoz való viszonya [Географічний розвиток України та її зв'язок з нашою країною] (63)
- Dr. Ajtay József: Ukránia közgazdasági jelentősége a központi hatalmakra, illetve a magyar birodalomra nézve [Економічне значення України для Центральних держав та Транслейтанії] (68)
- Sevcsenkó Tárász (arcképpel) [Тараc Шевченко (з портретом)] (72)
- Sztripszky Hiador - Varga Bálint: Sevcsenkó Tárász két verse [Два вірші Тараcа Шевченка] (74)
- Sztripszky Hiador - Varga Bálint: Ének Ihor hadairól és a palócokról [ Слово о полку Ігоревім і народ палоц] (75)
- Sztefanik B.: Az aláírás. Elbeszélés [Підпис. Розповідь] (78)
- Drahomanov Mihály: Rabszolgasorban [Поневолена нація] (80)
- Юрай Подградський[hu]: Magyar-ukrán történelmi kapcsolatok [Угорсько-українські історичні відносини] (86)

№ 5-6 (квітень)
№ 7-8 (травень)
- Sz.: Az ukrán politika realitása és a magyarság [Реалії української політики та угорська громада] (121)
- Dr. Márki Sándor: Magyar adatok Mazeppáról [Угорські відомості про Мазепу] (126)
- Kölönte Béla: Magyarország érdekei és a független Ukránia [Інтереси Угорщини та незалежної України] (135)
- Юрай Подградський[hu]: Magyar-ukrán történelmi kapcsolatok [Угорсько-українські історичні відносини] (138)
- Dr. Fodor Ferenc: Az önálló Ukránia [Незалежна Україна] (146)
- Sztripszky Hiador - Varga Bálint: Sevcsenkó Tárász, Kvitkához [ Тарас Шевченко, «К Основьяненке»] (150)
- Sztripszky Hiador: Petőfi és Sevcsenkó [ Петефі та Шевченко] (152)

№ 9-10 (червень)
- + Frankó Iván [Іван Франко (некролог)] (153)
- Márki Sándor: Magyar adatok Mazeppáról [Угорські відомості про Мазепу] (155)
- Юрай Подградський[hu]: Magyar-ukrán történelmi kapcsolatok [Угорсько-українські історичні відносини] (161)
- Dr. Fodor Ferenc: Az önálló Ukránia [Незалежна Україна] (164)
- Boberskyj Iván: Az ukrán légiónái [ Український легіон ] (168)
- Drahomanov Mihály: Rabszolgasorban [Поневолена нація] (171)

№ 11-12 (липень)
- Sevcsenkó - Zempléni: Kaukázus (177)
- Márki Sándor: Magyar adatok Mazeppáról [Угорські відомості про Мазепу] (181)
- Юрай Подградський[hu]: Magyar-ukrán történelmi kapcsolatok [Угорсько-українські історичні відносини] (190)
- Frankó Iván: Az én szecskavágóm története [Історія мого дроворуба] (195)
- Vitovszkyj D.: Valamikor régesrégen [Як-то раз] (200)

№ 13-14 (серпень)
- Dr. Salvisberg Pál: A lembergi ukrán egyetem, mint a kultúra és béke keleti bástyája [Український Львівський університет як східний бастіон культури і миру] (201)
- Юрай Подградський[hu]: Magyar-ukrán történelmi kapcsolatok [Угорсько-українські історичні відносини] (206)
- Az ukrán történelem átnézete [Огляд історії України] (212)
- Sevcsenkó - Varga: A cseléd [Слуга] (216)

№ 15-16 (вересень)
- Dr. Hans Ibersberg: Oroszország belső állapota	[Внутрішній стан Росії] (225)
- Юрай Подградський[hu]: Magyar-ukrán történelmi kapcsolatok [Угорсько-українські історичні відносини] (227)
- Dr. Nazaruk József: Az ukrán légió a világháborúban [ Український легіон у світовій війні] (236)
- Dr. Rudnickyj István: Ukránia politikai geographiája [Політична географія України] (241)
- Zaleszkyj Osztáp [помилка в імені]: A magyar és ukrán zene [Угорська та українська музика] (244)
- Gy.: Ukrainisches von Graf Stefan Ambrózy [Штефан Амброзі, «Українське» (рецензія)] (247)

№ 17-18 (жовтень)
- Frankó Iván - Zempléni: A kőtörők [ Каменяри ](249)
- Юрай Подградський[hu]: Magyar-ukrán történelmi kapcsolatok [Угорсько-українські історичні відносини] (251)
- Dr. Rudnickyj István: Ukránia politikai geographiája [Політична географія України] (255)
- Pap Domokos: Podóliai képek [Подільські світлини] (258)
- Neufeld Béla: Ukránia gazdasági és nemzetiségi vonatkozásaiban [Економічні та етнічні аспекти України] (264)

№ 19-20 (листопад)
- Sevcsenkó - Zempléni: A kányafa. Este [Калина. Вечір] (273)
- Dr. Cehelszkyj Longin: Keleteurópa történetének két szkémája [Дві схеми історії Східної Європи] (275)
- Юрай Подградський[hu]: Magyar-ukrán történelmi kapcsolatok [Угорсько-українські історичні відносини] (281)
- Lepkyj Bohdán: A tó fölött [Над озером] (284)
- Dr. Rudnickyj István: Ukránia politikai geographiája [Політична географія України] (287)
- Sz.: Az ukrán etnosz és a magyar irodalom [Український етнос і угорська література] (293)
- Események [Події] (299)